# Хоккей с мячом на зимних Олимпийских играх 1952
В качестве показательного вида спорта на зимних Олимпийских играх 1952, которые проходили в Осло, Норвегия, был представлен хоккей с мячом. В турнире принимали участие сборные Норвегии, Финляндии и Швеции, которые в однокруговом турнире набрали одинаковое количество очков, но по разнице забитых и пропущенных мячей чемпионами Олимпийских игр стали шведы, второе место заняли норвежцы, а третье финны.

## Турнир
| 20 февраля 1952 | Делененга | Финляндия | — | Норвегия  |  | 3:2 |
| 21 февраля 1952 | Делененга | Норвегия  | — | Швеция    |  | 2:1 |
| 23 февраля 1952 | Осло      | Швеция    | — | Финляндия |  | 4:0 |

## Итоговая таблица
| Сборная   | И | В | Н | П | М     | Очки |
| --------- | - | - | - | - | ----- | ---- |
| Швеция    | 2 | 1 | 0 | 1 | 5 − 2 | 2    |
| Норвегия  | 2 | 1 | 0 | 1 | 4 − 4 | 2    |
| Финляндия | 2 | 1 | 0 | 1 | 3 − 6 | 2    |

## Олимпийский пьедестал
| Медаль  | Сборная   |
| Золото  | Швеция    |
| Серебро | Норвегия  |
| Бронза  | Финляндия |

## Составы команд-призёров
| Золото: | Серебро: | Бронза: |
| Швеция Янгве Пальмквист, Урвар Бергмарк, Херберт Свартсвее, Карл-Эрик Шёберг, Оле Линдрен, Свен-Олаф Ландран, Мартин Юханссон, Оле Саав, Свен-Эрик Броберг, Эрнс Хэрд, Адард Магнуссон, Инге Калман, Торе Олссон, Генри Олссон · | Норвегия Ханс Петер Халла, Лиф Эриксен, Давид Эриксен, Арне Баккер, Торе Фрисхолм, Ролф Персен, Арне Юхансен, Эйнар Андерсен, Гунар Фоссум, Харальд Като Хельгеруд, Оле Мартинсен, Мартин Олсен · | Финляндия Юхани Халме, Юрё Юссила, Арво Райтавуо, Марти Ниссёнен, Олаф Столпе, Кауко Тукиайнен, Хейки Оликайнен, Сакари Сало, Пентти Иммонен, Пентти Хямяляйнен, Пер-Эрик Линдквест, Эрик Оберг · |